# Izabela Valois
Izabela Valois (Isabelle; 9. studenoga 1389. – 13. rujna 1409.) bila je francuska kraljevna i engleska kraljica. Kći kralja Karla VI. „Ludog“ i njegove supruge Izabele Bavarske, Izabela Valois bila je pripadnica dinastije Valois, a udala se kao djevojčica za Rikarda II.
Izabela je rođena u Parizu 1389. godine kao druga kći Karla VI. Kraljevine Francuska i Engleska bile su u sukobu. Gospa Izabela udala se 31. listopada 1396. godine – suprug je bio engleski kralj Rikard II. Izabela je imala samo šest godina, a njezin muž 29. Brak nije konzumiran. Rikard se odnosio prema supruzi kao prema nećakinji, što je malenu Izabelu zabavljalo.
Nakon Rikardove smrti, Izabela se vratila u Francusku. U dobi od 16 godina, 29. lipnja 1406., Izabela se udala za svoga bratića Karla, koji je sljedeće godine postao orleanski vojvoda. Izabelino je dijete bila Ivana Valois, vojvotkinja Alençona.
Izabela, umrijevši u dobi od 19 godina, pokopana je u opatiji u Bloisu.